# Eopsaltria pulverulenta
Eopsaltria pulverulenta é uma espécie de ave da família Petroicidae.
Pode ser encontrada nos seguintes países: Austrália, Indonésia e Papua-Nova Guiné.
Os seus habitats naturais são: florestas de mangal tropicais ou subtropicais.